# تیوپیران
تیوپیران (به انگلیسی: Thiopyran) با فرمول شیمیایی C۵H۵S+ یک ترکیب شیمیایی با شناسه پاب‌کم ۱۱۳۴۴۴۰۱ است. که جرم مولی آن ۹۷٫۱۵۸۲ g/mol می‌باشد. 